# ألفرد ريدر
ألفرد ريدر (1863- 1949) (بالإنجليزية: Alfred Rehder)‏ هو عالم نبات ألماني.